# アイヴァー・ノヴェロ
アイヴァー・ノヴェロ（英語: Ivor Novello, 出生名デヴィッド・アイヴァー・デイヴィス 英語: David Ivor Davies, 1893年1月15日 - 1951年3月6日）は、ウェールズの作曲家・歌手・俳優。20世紀初頭において、最も人気のあったイギリスのエンターテイナーの1人である。

## 来歴

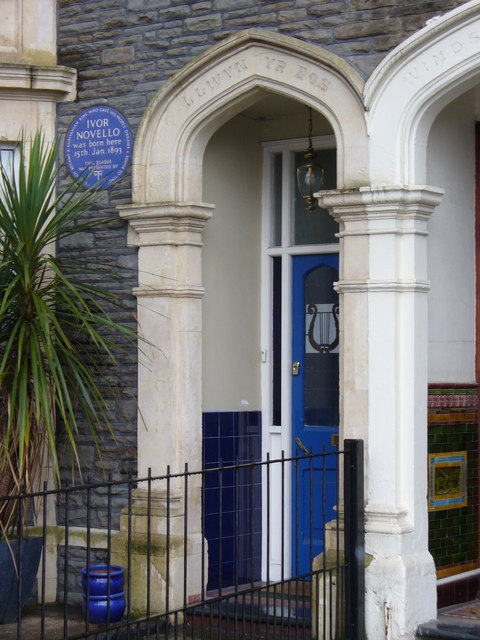
カーディフカウブリッジロード東の生家

有名な歌手・教師である母、クララ・ノヴェロ・デイヴィスと収税吏であった父、デヴィッド・デイヴィス (David Davies) を両親として、ウェールズ・カーディフカウブリッジロード東のLlwyn-yr-Eos（ナイチンゲール通り）で生まれた。出生を記念するブルー・プラークを生家の傍らで見る事ができる。彼はオックスフォードの名門マグダーレン・カレッジに通った。

### キャリア
ノヴェロが最初に世に知られるようになったのは第一次世界大戦中に作曲した「Keep the Home Fires Burning」という歌によってである。1917年に手掛けたミュージカル『Theodore & Co』は戦時中にヒットした。ノヴェロは自身のミュージカルをオペレッタのスタイルで書いた。そしてこの形式における最後の一流作曲家の1人であった。彼は主にクリストファー・ハッサル (Christopher Hassall) のリブレットに曲を付けた。
第一次世界大戦後は1930年代まで映画俳優として活躍した。アルフレッド・ヒッチコックが1927年に監督した2本のサイレント映画『下宿人 (The Lodger)』と『ダウンヒル (Downhill)』に主演している。
舞台上では例えばモルナール・フェレンツ作『 リリオム』(1926年) のロンドン初演の際に主人公を演じるなど、時折印象的な役を演じた。また彼自身が構成したウエスト・エンドミュージカルにも出演した。1930年代の彼のミュージカルは数度の場面転換、多くのエキストラとダンサーを含む大量の出演者による贅沢で壮大な作品だった。その中でも最も有名なものが『Glamorous Night』(1935年) と『The Dancing Years』(1939年) である。後にノヴェロはハリウッドで多くの成功を収めた映画に出演したが、舞台が彼の最も愛したものであり、彼に大成功をもたらすものである事に変わりはなかった。
1933年、ノヴェロは半引退状態であった女優のジーナ・デア (Zena Dare) を説得して復帰させ、その後彼が死ぬまで頻繁に共演し、自身が書いた作品中に彼女のための役を用意した。経歴の末期に、彼は『Perchance to Dream』(1945年)、『King's Rhapsody』(1949年)、『Gay's the Word』(1951年) などの最も大当りしたミュージカルを制作した。

### 私生活
ノヴェロは同性愛者で、華やかな同性愛の恋愛遍歴で知られている。35年間イギリスの舞台俳優ボビー・アンドリュース (Bobbie Andrews) と恋愛関係にあり、またイギリスの詩人で作家のジーグフリード・サスーン (Siegfried Sassoon) とも関係を持った。長年彼は東部バークシャーのリトルウィック・グリーンで暮らしていた。
第二次世界大戦中、ノヴェロは戦時のイギリスでは重罪であったガソリンクーポンの不正使用により懲役8週（実際には4週間服役した）を宣告された。フランキー・フレイザー (Frankie Fraser) が彼と共に刑に服した。釈放後は死の前日まで舞台に出演し、ショーを書き続けた。
ノヴェロは58歳の時に冠動脈血栓症で急死した。遺骸はゴールダーズ・グリーン火葬場で荼毘に付された。

## 文化的影響
- ノヴェロは、ロバート・アルトマン監督の2001年の映画『ゴスフォード・パーク』でジェレミー・ノーサムにより演じられた。
- 彼が作曲した歌、「Waltz of My Heart」、「And Her Mother Came Too」、「I Can Give You the Starlight」、「What a Duke Should Be」、「Why Isn't It You?」、「The Land of Might-Have-Been」などが映画のサウンドトラックとして使用されている。
- 彼の名声は毎年6月のリトルウィック・グリーン巡礼などの行事を全英で開いている、アイヴァー・ノヴェロ・アプリシエーション・ビューロー (The Ivor Novello Appreciation Bureau) によって語り継がれている。
- 2005年、ノヴェロが長年親しんだロンドンのストランド劇場 (Strand Theatre) はノヴェロ劇場 (Novello Theatre) と改名した。

## アイヴァー・ノヴェロ賞
1955年から始まったノヴェロの名を冠したソングライター・作曲家のための「アイヴァー・ノヴェロ賞」が毎年5月に行われている。

## 主なショー
- 『Theodore & Co』(1917年)
- 『The Truth Game』(1928年)[3]
- 『Glamorous Night』(1935年)
- 『Careless Rapture』(1936年)
- 『Crest of the Wave』(1937年)
- 『The Dancing Years』(1939年)
- 『Arc de Triomphe (operetta)』(1943年)
- 『Perchance to Dream』(1945年)
- 『King's Rhapsody』(1949年)
- 『Gay's the Word』(1951年)

## 著名な曲
- "Keep the Home Fires Burning" - John McCormack[4]
- "Fold Your Wings"
- "Shine Through My Dreams"
- "Rose of England"
- "I Can Give You the Starlight"
- " And Her Mother Came Too"
- "My Dearest Dear"
- "The Land of Might Have Been"
- "When I Curtsied to the King"
- "We'll Gather Lilacs"
- "Someday My Heart Will Awake"
- "Yesterday"
- "Waltz of My Heart"
- "Why Isn't It You"
- "My Life Belongs to You"
- "Killer Queen"
- "Bohemian Rhapsody

## 出演映画
- 1919年：『The Call of the Blood (L'Appel du Sang)』
- 1920年：『Miarka: The Daughter of the Bear (Miarka, Fille de L'Ourse)』
- 1922年：『Carnival』
- 1922年：『ボヘミアン・ガール (The Bohemian Girl)』
- 1923年：『The Man Without Desire』
- 1923年：『ホワイト・ローズ (The White Rose)』
- 1923年：『Bonnie Prince Charlie』
- 1925年：『The Rat』
- 1926年：『The Triumph of the Rat』
- 1927年：『下宿人 (The Lodger: A Story of the London Fog)』
- 1927年：『ダウンヒル (Downhill)』
- 1928年：『The Vortex』
- 1928年：『永遠の処女 (The Constant Nymph)』
- 1928年：『The Gallant Hussar』
- 1928年：『The South Sea Bubble』
- 1928年：『The Return of the Rat』
- 1930年：『Symphony in Two Flats』
- 1931年：『激流を横切る女 (Once a Lady)』
- 1932年：『The Phantom Fiend』
- 1933年：『I Lived With You』
- 1933年：『Sleeping Car』
- 1934年：『Autumn Crocus』